# Musica cicatrene mixtape
Musica Cicatrene è un mixtape del rapper italiano Mezzosangue, pubblicato il 12 novembre 2012 dalla Blue Nox.
Il mixtape è stato ripubblicato il 19 luglio 2024 come album in studio omonimo.

## Tracce
1. Intro (Skit Salmo) – 1:17
2. Musica cicatrene – 2:44
3. Esistenzialismo – 2:54
4. Still Proud – 2:48
5. Capitan presente – 2:17
6. Soldierz – 2:17
7. Piano A – 2:30
8. Mezzo-Sangue – 3:11
9. Nevermind – 3:05
10. Secondo Medioevo – 2:55
11. Shylock – 0:54
12. Incazzato nero (outro) – 1:35